# Arbutus xalapensis

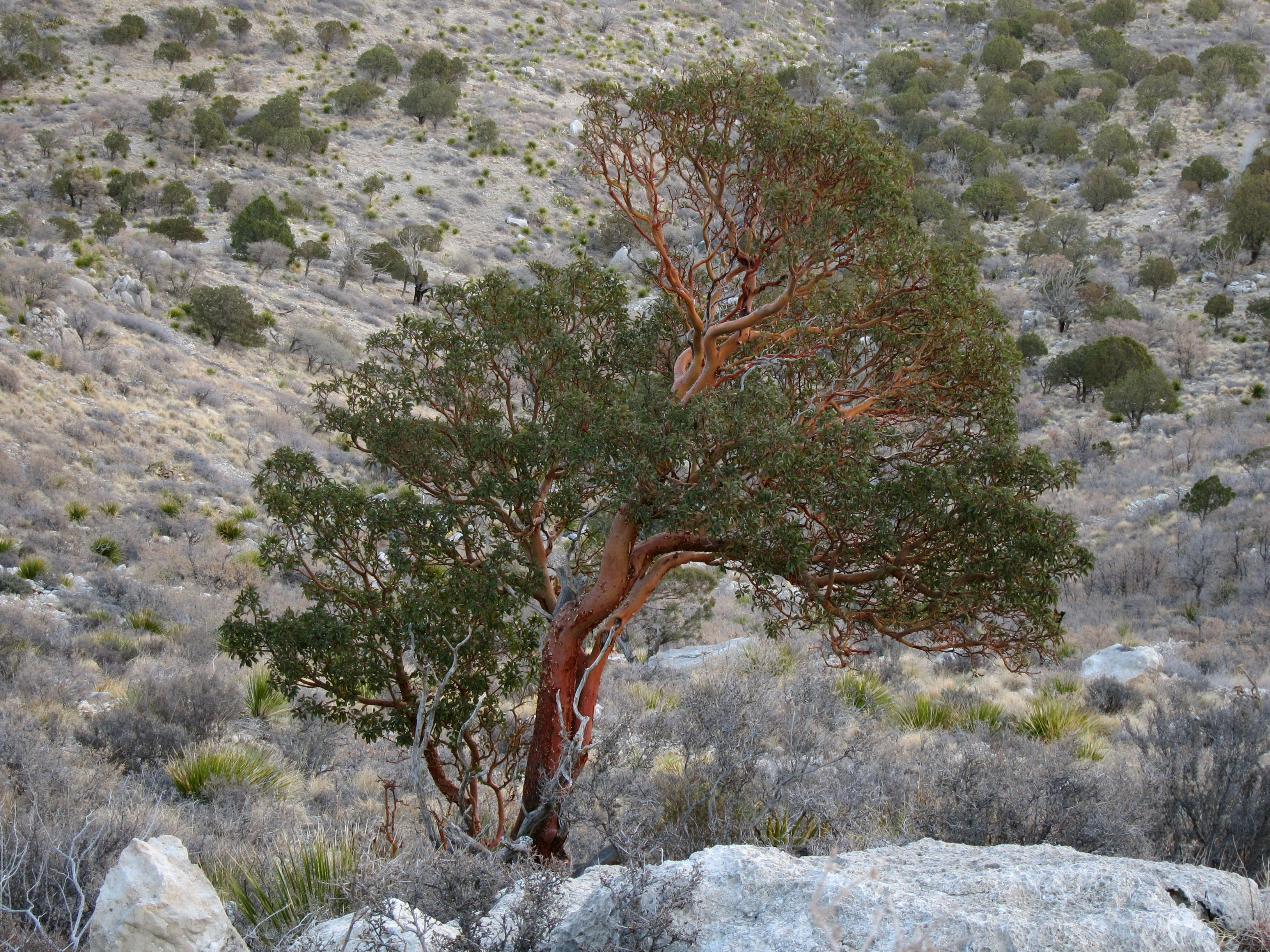
Arbutus xalapensis au Texas.

Arbutus xalapensis, communément appelé Texas madrone, Amazaquitl ou Texas madroño, est une espèce de plantes à fleurs de la famille des éricacées. Elle est présente en Amérique centrale, dans le Sud-Ouest des États-Unis (dans Ouest du Texas et Nouveau-Mexique) et dans tout le Mexique,. On la trouve dans les canyons et les montagnes, sur les plaines rocheuses et dans les chênaies, à des altitudes allant jusqu'à 3 000 m dans le sud de son aire de répartition, mais plus bas, jusqu'à 600 m dans le nord.